# Степне (Каргалинський район)
Степне́ (каз. Степное) — село у складі Каргалинського району Актюбінської області Казахстану. Адміністративний центр Степного сільського округу.
У радянські часи село називалось Степний.
Населення — 592 особи (2021; 665 у 2009, 725 у 1999, 672 у 1989).